# الدهرة السفلى (يهر)

تعديل مصدري - تعديل

الدهرة السفلى هي إحدى قرى عزلة يهر بمديرية يهر التابعة لمحافظة لحج، بلغ تعداد سكانها 28 نسمة حسب تعداد اليمن لعام 2004.